# Actinia equina
Actinia equina (Linnaeus, 1758), comunemente nota come pomodoro di mare, è un cnidario antozoo della famiglia Actiniidae, che abita la zona intertidale, fino a pochi metri di profondità.

## Descrizione

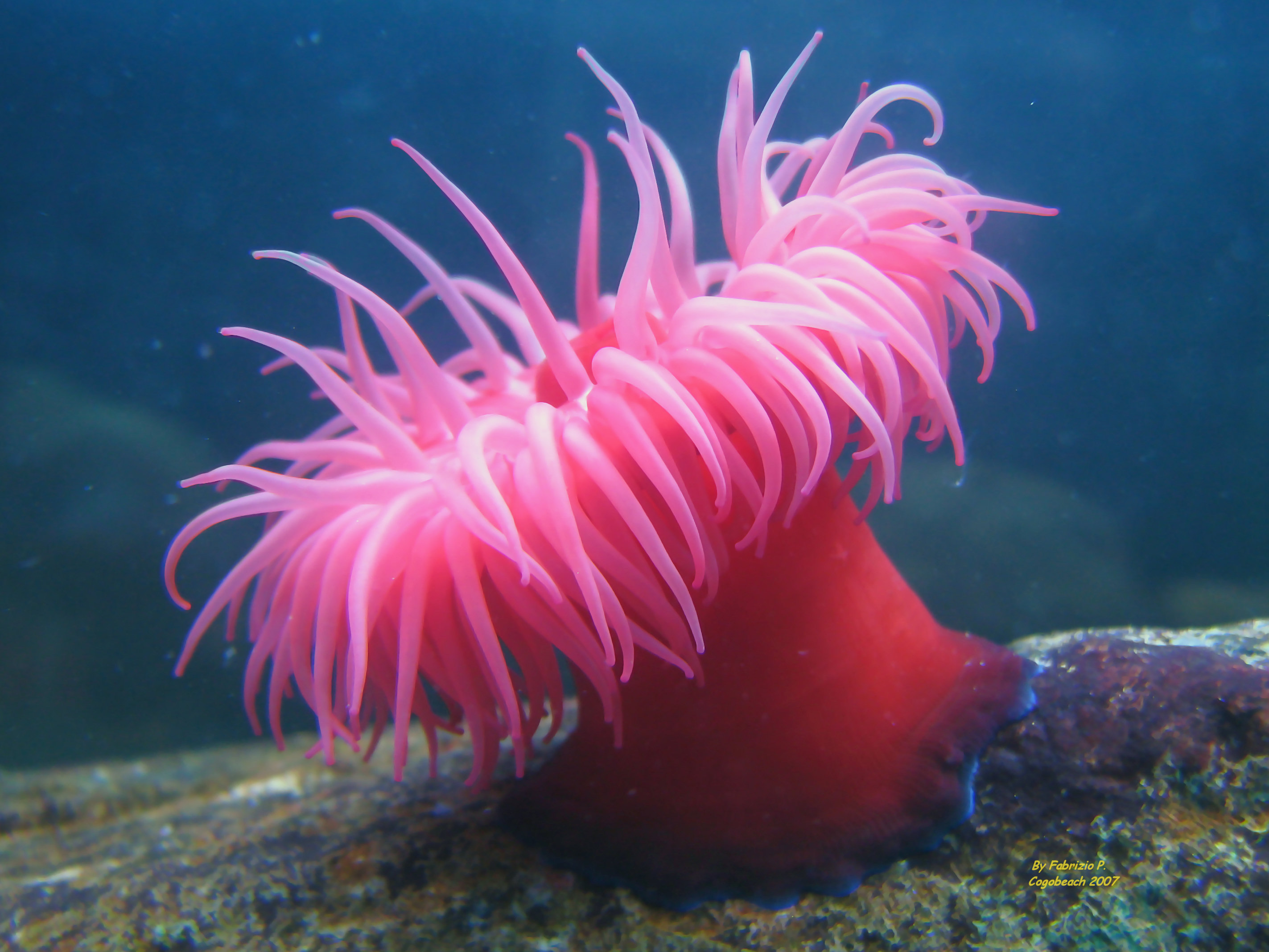

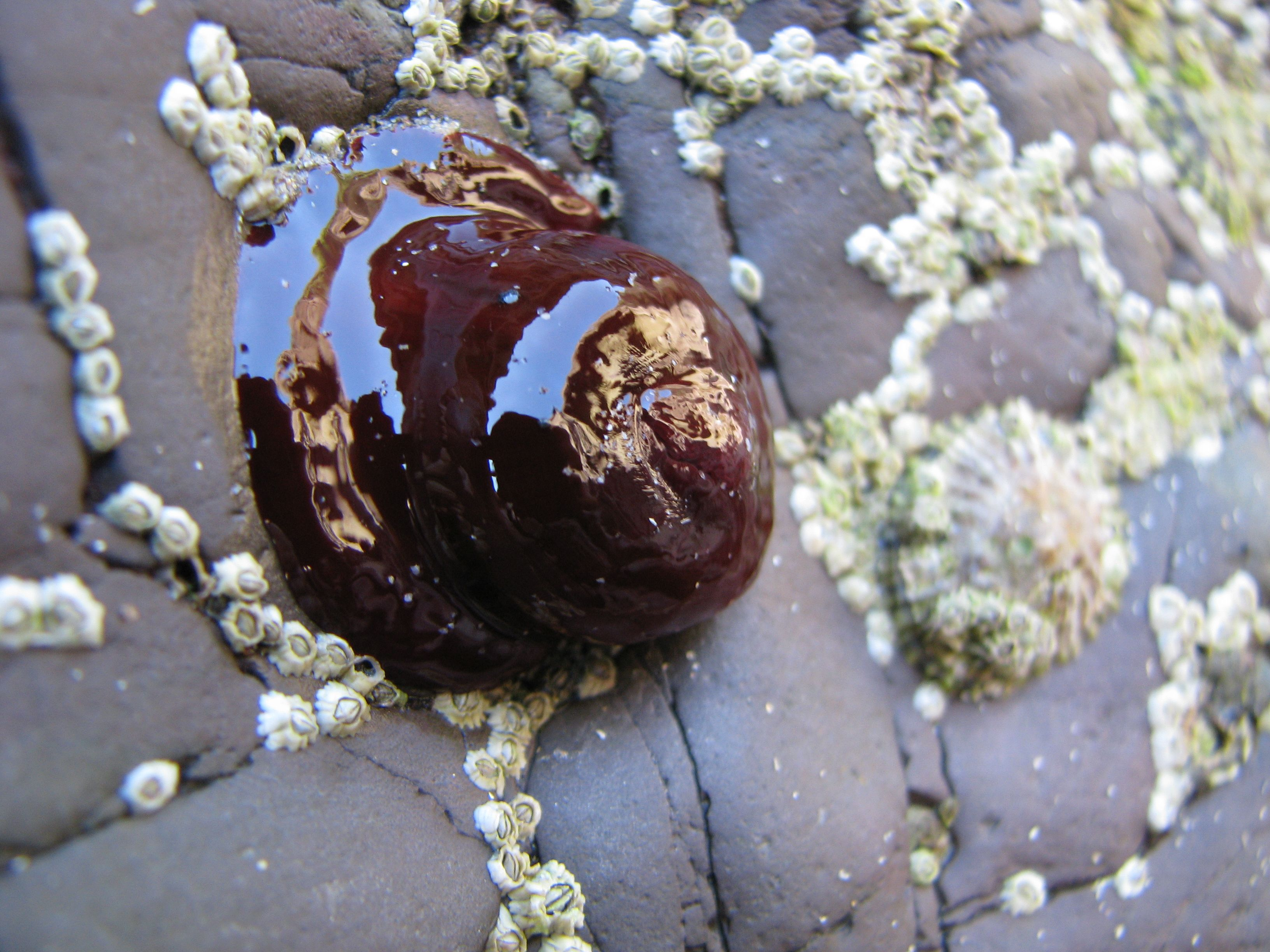
Pomodoro di mare Actinia equina con i tentacoli retratti durante la bassa marea

È un'anemone di mare di piccole dimensioni (3-9 centimetri), di colore dal rosso vivo al rosso brunastro, munita di tentacoli urticanti, talvolta di colorazione più chiara.
Il corpo è cilindrico ed ha alla base un disco pedale più ampio del tronco sovrastante. L'apertura boccale è circondata da circa 200 tentacoli piuttosto corti.
Durante la bassa marea spesso rimane al di fuori dell'acqua, assumendo l'aspetto di una piccola pallina, o di un pomodoro, da qui il nome, di aspetto gelatinoso con un incavo al centro. Quando è completamente immersa estroflette i suoi tentacoli e assume una forma simile a quella di un fiore.

## Biologia
Vive ancorata alle rocce, ma è in grado di spostarsi, seppur molto lentamente, scivolando sul disco pedale.
Ha una forte resistenza alle sollecitazioni esterne, grazie anche alla sua capacità di resistere senza acqua e ad alte temperature per molte ore.

### Alimentazione
È una specie carnivora; si nutre di molluschi, crostacei e piccoli pesci che cattura con i suoi tentacoli, provvisti di cellule urticanti che paralizzano le prede.

### Riproduzione
Di regola si riproduce per accoppiamento tra esemplari di sesso differente, ma può anche riprodursi asessualmente per scissione.

## Distribuzione e habitat
Pressoché cosmopolita, vive nella zona intertidale dei mari dell'area temperata, dall'Atlantico all'Indo-Pacifico.
Comune nel mar Mediterraneo ove popola gli scogli costieri e i trottoir a vermeti.

## Acquariofilia
Specie robusta ed estremamente adattabile, si presta ad essere allevata facilmente in acquario.